# Calanda (monte)
Il Calanda (2.805 m s.l.m.) è una montagna situata nelle Alpi Glaronesi, nell'est della Svizzera, al confine fra il Canton Grigioni e il Canton San Gallo. Più nel dettaglio il Calanda fa parte delle Alpi del Tamina.

## Descrizione
Il Calanda può essere visto come un piccolo gruppo montuoso formato principalmente dalle seguenti vette: l'Haldensteiner Calanda (2.805 m s.l.m.), il Felsberger Calanda (2.697 m s.l.m.) e il Taminser Calanda (2.390 m s.l.m.). Tutte queste vette dominano la capitale dei Grigioni Coira.
Dal nome della montagna deriva quello dell'omonimo marchio di birra.